# Chet Baker

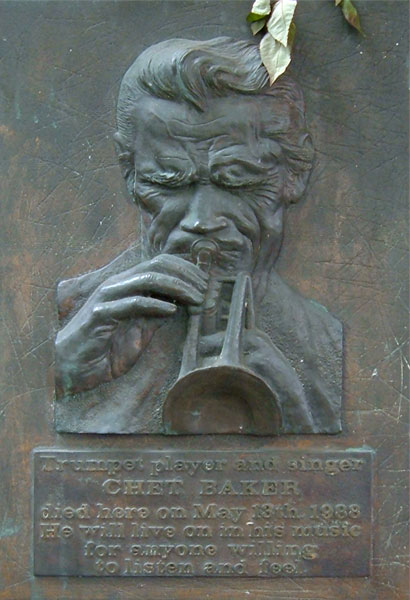
Chet Baker

Chesney Henry Baker Jr., Chet Baker (Yale, Oklahoma, Estats Units, 23 de desembre del 1929 - Amsterdam, Països Baixos, 13 de maig del 1988) va ser un trompetista i cantant estatunidenc de jazz. Es tracta d'un dels músics de jazz més populars de la història.
De petit, Chet cantava cançons d'amor en concursos radiofònics. Una pel·lícula documental, estrenada a Barcelona cap al 2008, Let's Get Lost, del 1988, ens mostra un músic de jazz molt tòpic, tot i que els tòpics porten força realitat, un músic enganxat als opiacis i als estimulants, amb una vida torturada pels excessos. La pel·lícula All the Fine Young Cannibals també està basada vagament en la seva biografia.

## Biografia

### Primers Anys
Chet Baker va néixer a Yale (estat d'Oklahoma). El seu pare, Chesney Henry Baker, Sr., era guitarrista i la seva mare treballava en una perfumeria. El 1940 es van traslladar de Yale a Glendale (estat de Califòrnia). Sent nen, Baker va cantar en concursos d'aficionats i al cor de l'església. Durant la seva adolescència, el seu pare li va comprar un trombó, que després va reemplaçar per una trompeta perquè aquest primer era massa gran per al noi. El seu primer aprenentatge musical va tenir lloc a l'institut de Glendale, encara que la seva formació musical va acabar sent purament intuïtiva. El 1946, amb 16 anys, va abandonar l'escola i es va apuntar a l'exèrcit. Va ser enviat a Berlín, on va tocar a la 298th Army Band. Després del seu retorn, el 1948, es va matricular a El Camino College (a Los Angeles), on va estudiar teoria i harmonia mentre tocava als clubs de jazz; si bé abandonà els estudis el segon any. Es va tornar a allistar a l'exèrcit el 1950 i es va convertir en membre de la Sixth Army Band a El Presidi (a Sant Francesc). Va seguir actuant als clubs de la ciutat i finalment va aconseguir per segona i definitiva vegada el seu alliberament de l'exèrcit per convertir-se en un músic professional de jazz. El seu estil estaria influït en el futur pel so de Miles Davis.

### Carrera Musical
Inicialment, Baker va tocar a la banda de Vido Musso i després amb Stan Getz. (El primer enregistrament de Baker és una interpretació de «Out of nowhere» que apareix en una presa d'una jam session realitzada el 24 de març de 1952). El seu èxit va arribar ràpidament quan a la primavera de 1952 va ser elegit per tocar amb Charlie Parker, debutant en el Tiffany Club de Los Angeles el 29 de maig de 1952. Aquest mateix estiu, va començar a tocar al quartet de Gerry Mulligan, grup compost només de saxo baríton, trompeta,  sota i  bateria, sense piano, que va atreure l'atenció durant les seves actuacions en el nightclub Haig, aconseguint realitzar enregistraments pel recentment creat segell Pacific Jazz Records (més tard conegut com a World Pacific Records). El primer LP va ser Gerry Mulligan Quartet, que incloïa la famosa interpretació de Baker de «My funny Valentine».
El Gerry Mulligan Quartet va durar només un any: al juny de 1953 el seu líder va ingressar a la presó per drogues. Baker va formar el seu propi quartet, que en principi comptava amb Russ Freeman a piano, Xarxa Mitchell a  sota i Bobby White a la bateria; va realitzar el seu primer enregistrament com líder per Pacific Jazz el 24 de juliol de 1953.
El 1954, Pacific Jazz va realitzar  Chet Baker Sings , un disc que va incrementar la seva popularitat i que li faria seguir cantant la resta de la seva carrera. La seva popularitat li va fer treballar en una pel·lícula,  Hell 's Horizon, de 1955, però va declinar un contracte amb uns estudis per dur a terme una gira europea des de setembre de 1955 a abril de 1956. Al seu retorn als Estats Units va formar un quintet amb el saxofonista Phil Urso i el pianista Bobby Timmons. Contrariant la seva reputació d'intèrpret relaxat, Baker va tocar amb aquest grup a l'estil bebop, que gravaria el disc  Chet Baker & Crew  per a Pacific Jazz al juliol de 1956.
Va realitzar una gira per Estats Units al febrer de 1957 amb els Birdland All-Stars. El 1959 va tornar a Europa, concretament a Itàlia, i va ser en aquests anys on va conèixer al jove músic Christian Vander, a qui li regalaria la seva primera bateria. Mentrestant, Hollywood va realitzar una biografia ficcionalitzada de Baker,  All the fine young Cannibals , el 1960.

### Adicció a les Drogues i declivi
Baker s'havia tornat addicte a la heroïna als anys 50 i havia estat empresonat diverses vegades durant curts períodes. No obstant això, no seria fins als anys 60 que la seva addicció comencés a interferir en la seva carrera musical. Va ser arrestat a Itàlia l'estiu de 1960 i va passar gairebé un any i mig entre reixes. Va celebrar el seu retorn gravant el 1962  Chet Is Back!  per a la RCA. A finals d'any, però, va ser arrestat a Alemanya Occidental i expulsat a Suïssa, després a França i, finalment, al Regne Unit. Però va ser deportat de nou a França a causa d'un altre problema amb les drogues el 1963.
Va viure a París i durant tot l'any següent va actuar a França i Espanya, però després de ser arrestat una vegada més a Alemanya Occidental el 1964, va ser deportat als Estats Units. Va tocar a Nova York i a  Los Angeles a mitjans dels 60, canviant temporalment la trompeta pel fiscorn. L'estiu del 1966 va rebre  Sant Francesc una gran pallissa relacionada amb la seva addicció a les drogues. Com a conseqüència, va patir algun desperfecte en la seva dentadura que el va portar a modificar la embocadura de la seva trompeta. Cap a finals dels 60, gravava i actuava només de forma ocasional; al començament dels anys 70, ja es va retirar per complet.
Va reprendre cert control sobre la seva vida gràcies a prendre metadona per controlar la seva addicció a la heroïna, i amb l'ajuda del seu col·lega Dizzy Gillespie, Baker va tornar fonamentalment amb dos actuacions: una a un important club novaiorquès el 1973 i una altra en un concert amb Gerry Mulligan al Carnegie Hall el 1974.

### Tornada
Cap a mitjans dels anys setanta, Baker va tornar a Europa on va seguir actuant de forma regular, amb viatges ocasionals al Japó i retorns als Estats Units. Va atreure també l'atenció dels músics de rock, amb qui va arribar a actuar, per exemple amb Elvis Costello el 1983. El 1987, el fotògraf i director de cinema Bruce Weber va emprendre la gravació d'un documental sobre Baker. La nit de l'11 de març de 1988 va donar el seu penúltim concert al Col·legi Major Sant Joan Evangelista de Madrid (Espanya), també conegut com el Johnny. El seu últim concert va ser l'1 d'abril d'aquest mateix any a Alemanya.

### Mort
El 13 de maig de 1988, Baker va ser trobat mort a un carrer d'Amsterdam amb ferides greus al cap. Pel que sembla, havia caigut de la finestra del segon pis de l'habitació del hotel on s'allotjava. Es van trobar restes d'heroïna i cocaïna a la seva habitació i al seu cos. No hi havia cap evidència d'una lluita i finalment es va dictaminar la mort com un accident. Hi ha una placa a l'exterior de l'hotel en la seva memòria.
Baker està enterrat al cementiri Inglewood Park de Inglewood, Califòrnia, al costat del seu pare.

### Altres
La pel·lícula de Bruce Weber, Let's Get Lost, estrenada el 1988, va aconseguir una nominació als Oscar.
El 1997 va ser publicada la seva autobiografia inacabada amb el títol de As though I had wings: the lost memoir. Les seves restes es troben en el Cementiri Inglewood Park de Los Angeles (Califòrnia).
Al 2015 es va filmar "Born to be blue", un biopic ambientat en els anys 60 's, protagonitzat per Ethan Hawke fent el paper de Chet Baker.

## Discografia

### Selecció discogràfica
- 1954: Jazz at Ann Arbor [live]	(Pacific Jazz)
- 1954: Chet Baker Sextet	(Pacific Jazz)
- 1955: Chet Baker Sings and Plays with Bud Shank, Russ Freeman & Strings 	(Pacific Jazz)
- 1955: Köln Concert Featuring Dick Twardzik [live]	(RLR)
- 1956: Chet Baker Sings	(Pacific Jazz)
- 1958: It could happen to you (Fantasy)
- 1962: Somewhere over the Rainbow	 	(Bluebird)
- 1979: Live in Montmartre, Vol. 2	 	(Steeple Chase)
- 1979: Chet Baker with Wolfgang Lackerschmid	 	(Inakustik)
- 1988: My Favourite Songs, Vol. 2: Straight from the Heart	 	(Enja)
- 1988: My Favourite Songs, Vols. 1-2: The Last Great Concert [live]	 	(Enja)
- 1990: Silence 	(Soul Note)
- 2003: Chet Is Back! [Bonus Tracks]	(Bluebird)

### Discografia Completa
- 1952: Live at the Trade Winds.
- 1952: Bird & Chet - Inglewood Jam.
- 1952: The Gerry Mulligan Quartet (Fantasy).
- 1952: The Original Quartet w/ Chet Baker (Gerry Mulligan).
- 1953-1954: West Coast Live (con Stan Getz).
- 1953: Chet Baker & Strings.
- 1953: Witch Doctor (The Lighthouse All Stars).
- 1953: Chet Baker Quartet Featuring Russ Freeman.
- 1953: Chet Baker Sings.
- 1953: Ensemble.
- 1953-1954: This Time The Dream's On Me - Live Volume 1.

Out of Nowhere - Live Volume 2 | My Old Flame - Live Volume 3.
- 1954: Boston, 1954.
- 1954: Sextet.
- 1954: Chet Baker Big Band.
- 1955: Chet Baker Sings and Plays.
- 1955: In Europe 1955 | My funny Valentine.
- 1955: Köln Concert.
- 1955: Chet Baker in Paris - Volumes 1, 2, 3, 4.
- 1956: At the Forum Theater | Cools out | Chet Baker & Crew.
- 1956: The route.
- 1956: Theme music from "The James Dean Story" (con Bud Shank).
- 1956: Picture of Heath | Playboys (con Art Pepper).
- 1956: Quartet: Russ Freeman and Chet Baker.
- 1957: Reunion (con Gerry Mulligan).
- 1957: Annie Ross sings a song with Mulligan (Annie Ross & Gerry Mulligan).
- 1957: Embraceable you.
- 1958: Stan meets Chet.
- 1958: In New York.
- 1958: Chet Baker sings "It Could Happen to You".
- 1958: Chet Baker introduces Johnny Pace.
- 1959: Chet.
- 1959: Jack Sheldon and his All Stars (Jack Sheldon).
- 1959: The best of Lerner and Loewe.
- 1959: Chet Baker in Milan.
- 1959: Chet Baker with Fifty Italian Strings.
- 1962: Chet is back! | The Italian Sessions | Somewhere over the rainbow.
- 1962: Hallucinations (amb René Thomas Quintet).
- 1958-1962: Italian movies.
- 1964: Stella by Starlight.
- 1964: Brussels 1964.
- 1964: The most important jazz album of 1964/1965.
- 1964: Baby breeze.
- 1965: Baker's holiday.
- 1965: Groovin' | Comin' on |Cool burnin'| Smokin' | Boppin'.
- 1965-1966: A taste of tequila | Hats Off! | Double shot | In the mood.
- 1965: A sign of the times (Joe Pass).
- 1965-1966-1967: Michelle | California Dreamin' | Brazil, Brazil, Brazil | Is Paris burning? | Magical mystery (Bud Shank).
- 1966: Quietly there | Into my life.
- 1966: Live at Gaetano's.
- 1968: Albert's house.
- 1970: Blood, Chet & tears.
- 1974: Lee Konitz / Chet Baker / Keith Jarrett Quintet.
- 1974: In Concert (con Lee Konitz).
- 1974: She was too good to me.
- 1974: Carnegie Hall Concert (amb Gerry Mulligan).
- 1975: Concierto (Jim Hall).
- 1976: Deep in a dream of you.
- 1977: Once upon a summertime.
- 1977: You can't go home again | The best thing for you.
- 1977: The incredible Chet Baker plays and sings.
- 1977: The girl from Ipanema (Astrud Gilberto).
- 1978: Sings, plays (live at the Keystone Korner)
- 1978: The Rising Sun Collection.
- 1978: Live in Chateauvallon, 1978.
- 1978: Live at Nick's.
- 1978: Oh You Crazy Moon - The Legacy Vol. 4..
- 1978: Broken Wing.
- 1978: Two A Day.
- 1979: Ballads for Two (amb Wolfgang Lackerschmid).
- 1979: Flic ou Voyou (Movie Soundtrack).
- 1979: The Touch of Your Lips.
- 1979: Daybreak | This Is Always | Someday My Prince Will Come..
- 1979: Rendez-vous | All Blues (amb Rachel Gould).
- 1979: No Problem.
- 1980: Just Friends (1979).
- 1979: Baker / Lackerschmid.
- 1979: Soft Journey (amb Enrico Pieranunzi).
- 1980: Burnin' At Backstreet.
- 1980: Chet Baker / Steve Houben.
- 1980: Just Friends | In Your Own Sweet Way | Down.
- 1980: Leaving.
- 1980: At Le Dreher.
- 1980: Patrão (Ron Carter).
- 1980: Chet Baker & The Boto Brazilian Quartet.
- 1981: Live at Fat Tuesday's.
- 1981: I Remember You | My Funny Valentine | Round Midnight.
- 1981: Chet Baker in Paris 1981.
- 1981: Dream Drops (Michel Graillier).
- 1982: Out of Nowhere..
- 1982: Peace.
- 1982: But Not For Me.
- 1982: Gershwin Carmichael Cats (Roland Hanna).
- 1982: Studio Trieste (amb Hubert Laws & Jim Hall).
- 1983: Line for Lyons (amb Stan Getz).
- 1983: Baker/Catherine/Rassinfosse.
- 1983: Live in Sweden with Åke Johansson Trio.
- 1983: September Song | Star Eyes.
- 1983: Quintessence Vol 1 & 2 | The Stockholm Concert (amb Stan Getz).
- 1983: Live at New Morning.
- 1983: Everything Happens To Me (Kirk Lightsey Trio).
- 1983: A Trumpet For The Sky Vol 1 | A Trumpet For The Sky Vol 2.
- 1983: At Capolinea.
- 1983: Punch The Clock (Elvis Costello).
- 1983: The Improviser.
- 1983-1985: Mr. B.
- 1984: Live at The Renaissance II.
- 1984: Blues for a Reason.
- 1984: Le Jumeau (Vladimir Cosma).
- 1985: Sleepless (Joe LoCascio).
- 1985: Misty | My Foolish Heart | Time After Time | Would You Believe?.
- 1985: I Remember You - The Legacy Vol2.
- 1985: There'll Never Be Another You (amb Philip Catherine).
- 1985: In Bologna.
- 1985: Chet & Toots (Åke Johansson Trio & Toots Thielemans).
- 1985: Chet Baker sings again.
- 1985: Diane (amb Paul Bley).
- 1985: Live from the Moonlight.
- 1985: Chet's choice.
- 1985: Strollin'.
- 1985: Candy.
- 1985: «Round midnight»: original motion picture soundtrack.
- 1985: Symphonically (amb Mike Melillo).
- 1985: One for the Soul (Lizzy Mercier Descloux).
- 1985: Hazy Hugs (amb The Amstel Octet).
- 1986: When Sunny gets blue.
- 1986: Silent nights.
- 1986: As time goes by | Cool Cat.
- 1986: Nightbird | Live at Ronnie Scott's.
- 1987: Rique Pantoja & Chet Baker.
- 1987: A night at the Shalimar Club.
- 1987: Welcome back (amb Wolfgang Lackerschmid).
- 1987: Sings and plays from the film "Let's Get Lost".
- 1987: Chet Baker in Tokyo.
- 1987: Silence (Charlie Haden).
- 1987: The legacy (vol. 1).
- 1988: In memory of (con Archie Shepp).
- 1988: The heart of the ballad (amb Enrico Pieranunzi).
- 1988: Funk in deep freeze.
- 1988: Little girl blue (amb Space Jazz Trio).
- 1988: Live in Rosenheim (última grabación como cuarteto).
- 1988: My favourite songs: the last great concert (volume 1).
- 1988: Straight from the heart: the last great concert (volume 2).
- 1989: Chet on poetry

### Recopilacions
- 1960-1975: Chet Baker Live in Paris 1960-1963, Live in Nice 1975.
- 1952-1965: Deep in a Dream - The Ultimate Chet Baker Collection.
- 1953-1955: Grey December.
- 1953-1956: The Best of Chet Baker Sings.
- 1953-1956: Newport Years Vol. 1
- 1953-1956: My Funny Valentine.
- 1953-1957: Songs For Lovers.
- 1953-1974: This Is Jazz.
- 1954-1956: Young Chet.
- 1955-1956: Chet Baker in Paris.
- 1955-1965: Jazz 'Round Midnight.
- 1955-1977: Verve Jazz Masters 32
- 1956-1978: Isn't It Romantic?.
- 1962-1986: White Blues.
- 1963-1976: Plays It Cool.
- 1975-1987: My Funny Valentine (Seven Faces of Valentine).
- 1979-1993: Why Shouldn't You Cry (The Legacy Vol. 3).
- 1983-1987: Naima (Unusual Chet, Vol. 1).
- 1984: Sentimental walk in Paris.
- 1986-1988: Heartbreak.
- 1975-1988: Chet Baker in Italy.